# Anabasis
Anabasis (græsk: Ἀνάβασις for Opstigning) eller De titusindes march er den græske militærmand og historiker Xenofons beretning om græske lejetroppers deltagelse i et mislykket internt oprør i Perserriget og deres efterfølgende lange tilbagetog gennem riget i årene 401 f.Kr. – 399 f.Kr. for at slippe ud og komme hjem til Grækenland. Xenofon havde selv deltaget i ledelsen af tilbagetoget.

## Historien
I år 401 f.Kr. samlede den persiske prins Kyros den Yngre tropper til et oprør mod den persiske konge, Artaxerxes 2., prinsens bror. Xenofon sluttede sig til hæren, efter eget udsagn for at møde en ven, Proxenos, og Kyros, ikke for at være lejesoldat. Xenofon fulgte med oprørshæren.
Det første slag, slaget ved Kunaxa, blev et nederlag for oprørshæren, og Kyros blev dræbt. Kort efter blev den spartanske leder af lejetropperne Klearkhos og andre græske seniorofficerer dræbt eller taget til fange ved forræderi af den persiske satrap Tissafernes. Tilbage var tre græske officerer, heriblandt Xenofon. Han blev valgt til at lede tilbagetoget.
Han kom til at spille en afgørende rolle ved at opmuntre de titusinde til marchere nordover, krydse ørkener og snefyldte bjerge for at nå frem til de græske byer på kysten af Sortehavet. Ladt tilbage i det nordlige Mesopotamien, uden forsyninger eller mad ud over hvad de kunne skaffe sig ved magtanvendelse eller forhandlinger, kæmpede de titusinde sig nordover, gennem Gordion og Armenien. Man måtte ofte tage meget hurtige beslutninger, da perserkongens hær forfulgte dem. Desuden var de lokale generelt fjendtligt indstillede, og angreb grækernes flanker.
Til sidst nåede styrken frem til kysten ved Trapezunt. Da de øjnede havet, udbrød grækerne »thálatta, thálatta«, »havet, havet!«. Dette brøl, der siden blev berømt, gengives af og til »thalassa, thalassa!«. Det er ganske rigtigt den almindelige græske stavemåde (θαλασσα, θαλασσα), men på den attiske dialekt udtaltes det med -tt- i stedet for -ss-. Nu var de blandt grækere. Deres lange rejse sluttede med, at de lod sig rekruttere af den spartanske hærfører Thimbron.